# Кеко
Се́рхио Гонта́н Галья́рдо (исп. Sergio Gontán Gallardo; род. 28 декабря 1991, Мадрид), более известный как Ке́ко (исп. Keko) — испанский футболист, правый вингер.

## Клубная карьера
Кеко, являющийся воспитанником «Атлетико Мадрид», дебютировал за основную команду 12 сентября 2009 года в чемпионате Испании, выйдя на замену на 63-й минуте в домашнем матче против «Расинга» в возрасте 17 лет.
В конце января 2010 года Кеко перешёл на правах аренды в клуб чемпионата Испании «Реал Вальядолид» до конца сезона. 6 февраля 2010 он дебютировал в своей новой команде в матче против «Валенсии» (0:2), выйдя на замену.
В сезоне 2010/2011 он играл за клубы «Картахена» и «Жирона» из Сегунды, появившись на поле в 25 матчах (из них 9 в стартовом составе, 952 минуты на поле).
19 июля 2011 года после того, как он не смог продлить свой контракт с «Атлетико Мадрид», Кеко перешёл в итальянский клуб «Катания», подписав контракт на три года и получив номер 15. 7 января 2012 года он вместе с одноклубником Фабио Скьяччей перешёл на правах аренды в клуб Серии B «Гроссето».
Кеко дебютировал в чемпионате Италии 24 февраля 2013 года в матче против «Пармы», забив победный мяч (2:1). В мае 2014 года он покинул команду.
28 августа 2014 Кеко подписал контракт на 1+1 год с «Альбасете», который только что перешёл во второй дивизион. Во время своего первого и единственного сезона в составе этой команды он провёл на поле более 2500 минут. 21 мая 2015 года он забил победный гол в матче против «Льягостеры» (3:2); эта победа позволила команде избежать вылета из чемпионата.
9 июля 2015 Кеко перешёл в «Эйбар» из чемпионата Испании, подписав контракт на два года. 30 декабря он забил первый гол в чемпионате в домашнем матче против клуба «Спортинг Хихон».
22 июня 2016 года Кеко перешёл в «Малагу», подписав четырёхлетний контракт. 28 июля 2018 года Кеко отправился в аренду в «Реал Вальядолид» на сезон 2018/19. 31 января 2020 года Кеко покинул «Малагу» по взаимному согласию сторон.
31 января 2020 года Кеко присоединился к «Депортиво Ла-Корунья», подписав 2,5-летний контракт. 5 октября, после того как клуб выбыл в Сегунду B, он продлил контракт с «Депором» на четыре сезона, до июня 2024 года. 19 августа 2021 года Кеко покинул «Депортиво».
11 января 2022 года Кеко подписал контракт с американским клубом «Сакраменто Рипаблик» из Чемпионшипа ЮСЛ. Свой дебют за «Рипаблик», 12 марта в матче стартового тура сезона 2022 против «Эль-Пасо Локомотив», он отметил голом. По окончании сезона 2023 контракт Кеко с «Сакраменто Рипаблик» истёк.

## Карьера в сборной
Кеко играл на чемпионате Европы по футболу для юношей до 17 лет: 2008 за сборную Испании. Сборная одержала победу в турнире, а сам Кеко отметился забитым мячом в финале (победа 4:0 над сборной Франции).

## Достижения
Испания
- Чемпионат Европы по футболу для юношей до 17 лет: 2008